# دريابك
دريابك (بالفارسية: دریابک) هي قرية تقع في قسم دوبلوك الريفي في إيران. يقدر عدد سكانها بـ 27 نسمة .